# Liste der Monuments historiques in Marange-Zondrange
Die Liste der Monuments historiques in Marange-Zondrange führt die Monuments historiques in der französischen Gemeinde Marange-Zondrange auf.

## Liste der Objekte
| Bezeichnung                | Beschreibung                           | Standort                       | Kennzeichnung | Schutzstatus | Datum     | Bild |
| -------------------------- | -------------------------------------- | ------------------------------ | ------------- | ------------ | --------- | ---- |
| Orgel                      | Ensemble aus PM57000738 und PM57000737 | in der Kirche St-Martin (Lage) | PM57000736    | Classé       | 2003 2004 |      |
| Orgelprospekt              | 1867 von Joseph Géant gebaut           | in der Kirche St-Martin (Lage) | PM57000738    | Classé       | 2003      |      |
| Instrumentalteil der Orgel | 1867 von Joseph Géant gebaut           | in der Kirche St-Martin (Lage) | PM57000737    | Classé       | 2004      |      |